# Янівка (Климовицький район)

Я́нівка (біл. Яноўка, трансліт.: Janoŭka) — село в Климовицькому районі, Могильовська область, Білорусь. Входить до складу Тимонівської сільради.
До 21 січня 2011 року село було в складі Висоцької сільради.